# Pampero

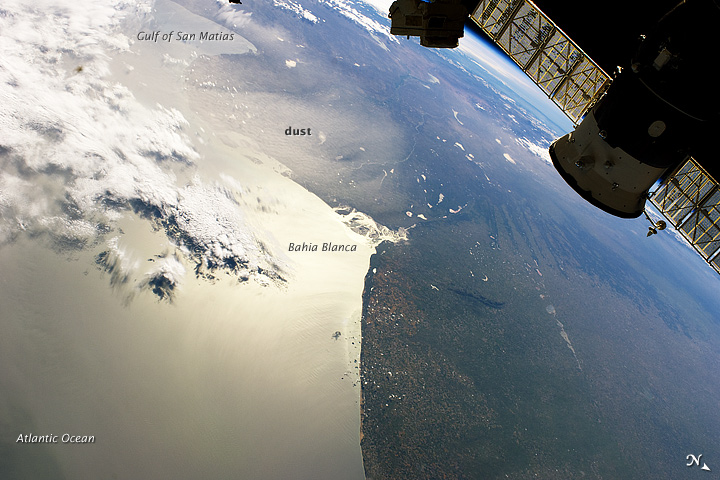
"Pluma de polvo" sobre la bahía Blanca.

El pampero es un fenómeno meteorológico que afecta regiones de Argentina, Uruguay, Paraguay y del Sur de Brasil. Se origina cuando los vientos del anticiclón pacífico sur son atraídos por el ciclón que está en las llanuras. Es frecuente durante el invierno y también sucede en el verano. Provoca tormentas cortas y un brusco descenso de temperatura. Además aumenta el nivel del agua del Río de la Plata y lo mueve a Uruguay.

## Características
Se produce con el pasaje de un frente frío, y a menudo, es acompañado de líneas de tormenta y de un brusco descenso de la temperatura.
Se lo llama «Pampero húmedo» cuando produce lluvias, «Pampero sucio» cuando va acompañado de tormenta de polvo y aún no ha llovido, y «Pampero limpio», cuando el viento se limpia del polvo (por efecto del temporal de lluvia).
Lo más frecuente es que los pamperos predominen durante los meses del invierno austral y que sean "secos", ya que suelen soplar desde la Antártida en una diagonal que va desde el cuadrante S.O. (SW) hacia las áreas anticiclónicas del N.E., al tener esta circulación precipitan la mayor parte de su humedad en las laderas occidentales de los Andes patagónicos. Por este motivo, aunque suelen provocar frentes fríos e incluso de temperaturas nivales, es poco común que produzcan grandes nevadas (aun cuando las temperaturas estén a -0 °C o incluso menos).
La diagonal eólica del pampero se presenta como un frente isotérmico que se delínea sincrónicamente de S.O. a N.O. (S.W. a N.W.) por esto se explica que varias ciudades de Argentina bastante distanciadas entre ellas latitudinalmente tengan temperaturas promedios muy semejantes: Buenos Aires, Córdoba, San Miguel del Tucumán, más aún, también explica, mucho más que la altitud de la misma, que la ciudad de San Bernardo de Tarija el 20 de julio de 2010 haya tenido -10 °C o que la muy baja en altitud y bastante cercana al paralelo del ecuador ciudad de Santa Cruz de la Sierra haya tenido temperaturas de solo 4 °C o 5 °C en esos días (tales bajas térmicas en zonas tropicales influidas por el pampero son comunes casi todos los años).
Al norte del Trópico de Capricornio el mismo viento "pampero" suele recibir el nombre "surazo" y se hace notar bajando drásticamente las temperaturas en zonas tan tropicales (aunque muy continentales) como Santa Cruz de la Sierra (el "pampero"-"surazo" principal de julio de 2010 bajó las temperaturas de Santa Cruz de la Sierra a solo 5 °C en una región que se supone es tropical) y provocó algunas importantes nevadas en la zonas vallunas de Vallegrande y nevadas menores en el Chaco Tarijeño (cerca de Yacuiba y Villamontes).
En Uruguay el viento norte húmedo suele ser seguido por el pampero, por ello existe el dicho "norte duro, pampero seguro".

## Fase previa al pasaje del Pampero
Comienza a soplar por horas o días el viento Norte, cálido, la temperatura y la humedad van en sostenido aumento. Es sinónimo hablar de un «prepampero».

## Fase de aproximación y pasaje del Pampero
El tiempo ya está al máximo de temperatura y humedad, el viento norte cambia y proviene desde el sudoeste o el sur.

## Fase postpasaje del Pampero
El viento Pampero sopla con diferentes intensidades.